# M17-Gasmaske

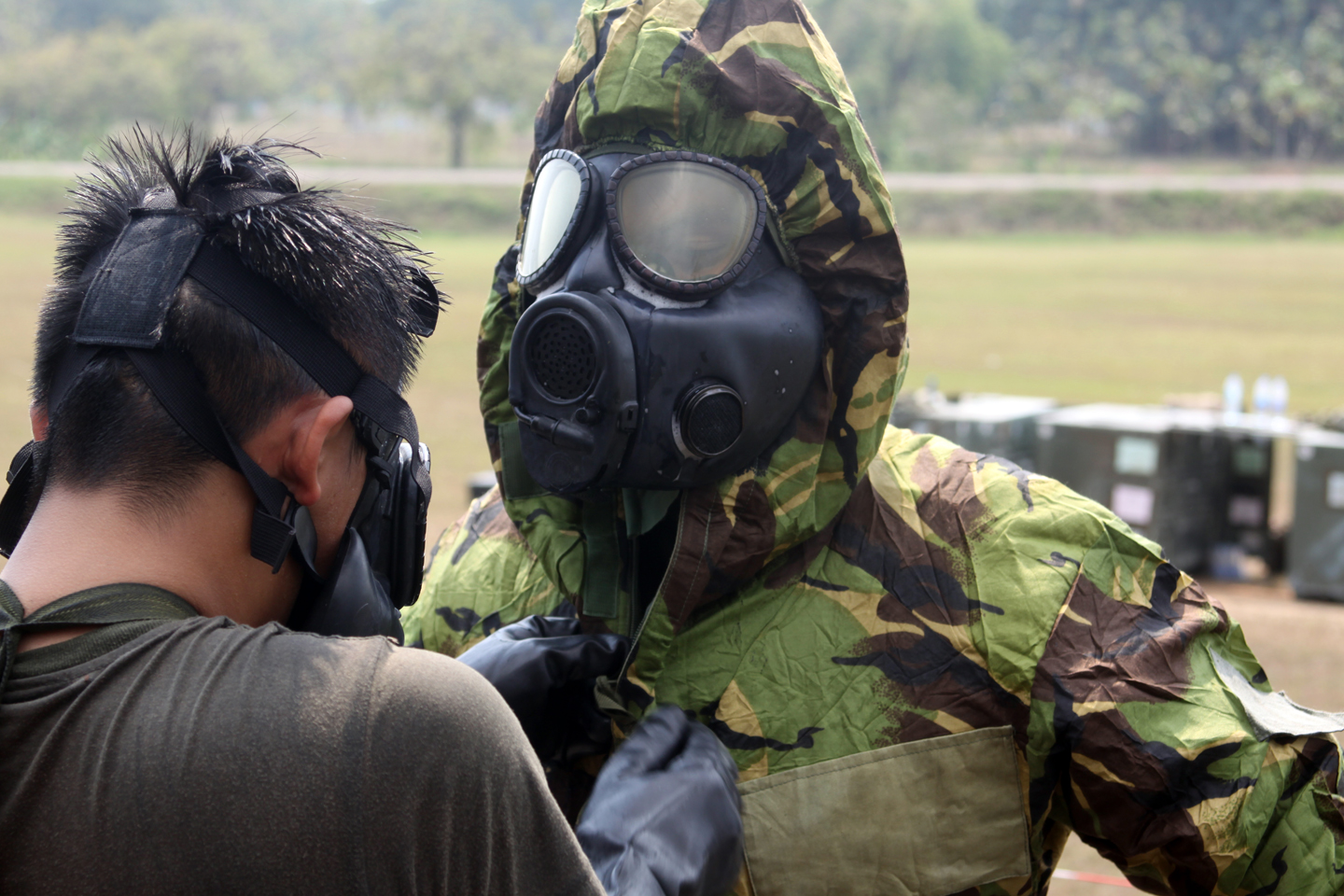
M17-Gasmaske

Die M17-Gasmaske (M17 Protective Mask) wurde ab 1959 hergestellt und von den gesamten US-Streitkräften verwendet.
Die Atemschutzmaske wurde Anfang der 1990er Jahre durch neuere Modelle abgelöst. Die United States Navy sowie die United States Air Force entschieden sich für die MCU-2/P-Gasmaske; die United States Army wechselte zur M40-Gasmaske.

## Beschreibung
Die M17 schützt vor chemischen und biologischen Kampfstoffen und dem Eindringen verstrahlter Partikel, jedoch nicht vor der Radioaktivität und damit Strahlenschäden selbst. Als Atemschutzmaske bei der Brandbekämpfung ist sie nicht geeignet.
Die Maske besteht aus dem Maskenkörper mit zwei Sichtscheiben, der Bebänderung und innenliegenden Filtern. Durch Ventile und einen Dichtrahmen im Maskenkörper wird verhindert, dass schädliche Substanzen in die Maske gelangen, und dass die Maske beschlägt. Die M17-Serie umfasst drei Arten von Masken, die M17, M17A1 und M17A2. Ein experimentelles transparentes Silikonmodell namens XM27 wurde Ende 1966 entwickelt, jedoch zugunsten des XM28E4 abgelehnt. Das Design der M17 wurde in vielen Ländern kopiert. Bekannt sind die bulgarische PDE-1, die japanische Type-3, die polnische MP-4 und die tschechische OM10 oder M10M.
Die Masken der M17-Serie verfügen über eingebaute Sprachausgabesysteme, die die Kommunikation erleichtern, und die Möglichkeit, einen Trinkwasserschlauch anzuschließen (A1 und A2). Als Sichtscheiben standen drei Varianten zur Verfügung, zur allgemeinen Nutzung klare Scheiben, für helle Umgebungen grau getönte, und als Schutz vor Laserstrahlen, die militärisch vor allem zur Entfernungsmessung genutzt werden, grün getönte Sichtscheiben.
Die Maske wird in einer Maskentasche ausgegeben, zu der auch andere Ausrüstungsstücke gehören. Dazu zählen Gegenmittel für Nervenkampfstoffe und ein Dekontaminationsset M-258A1.  Ebenfalls in dieser Tasche werden eine Maskenhaube zum Schutz des Kopf- und Nackenbereichs vor z. B. Kampfstofftröpfchen, ein Winterkampfsatz zur Verhinderung von Vereisung bei kalter Witterung und gegebenenfalls Maskenbrillen für Soldaten mit Sehstörungen aufbewahrt.

## Schwächen
Die klaren Sichtscheiben für die allgemeine Nutzung vergilbten im Laufe der Zeit. Um die manchmal nur geringen Farbveränderungen im Erkennungssatz für chemische Kampfstoffe M256A1 erkennen zu können, war aber ein genaues Farbsehen erforderlich.
Der Umstand, dass die Maske keinen außen angebrachten Filter hat, wie die ABC-Schutzmaske der Bundeswehr, sondern innenliegende Wangenfilter, hat zur Folge, dass ein Filterwechsel das Abnehmen der Maske zwingend voraussetzt. Filterwechsel sind nötig wenn der Filter verbraucht ist. In diesem Moment wäre der betroffene Soldat allerdings den Kampfstoffen in seiner Umgebung schutzlos ausgesetzt. Das war auch der Hauptgrund für die US-Streitkräfte zum konventionellen Maskendesign mit außenliegendem Filter zurückzukehren.
Die M17A1 war eine Maske, die es einem diese Maske tragenden Soldaten ermöglichen sollte, einen ungeschützten Soldaten mit einem Röhrchen künstlich zu beatmen. Das Verfahren wurde aber relativ bald verworfen und auch für die M17A2 nicht wieder aufgenommen, weil es den zu beatmenden Soldaten seines Kampfstoffschutzes beraubte und auch gewisse Risiken für den Helfer barg.